# Heartbeat (série télévisée, 2016)
Pour les articles homonymes, voir Heartbeat.
Heartbeat est une série télévisée américaine en dix épisodes de 42 minutes développée par Jill Gordon et diffusée entre le 22 mars et le 25 mai 2016 sur le réseau NBC. Elle a été commandée au printemps 2015 par le réseau Global au Canada, mais ne l'a pas diffusée.
Cette série est inédite dans tous les pays francophones.

## Synopsis
Cette série suit les rebondissements de la vie du docteur Alexandra Panttiere, brillante chirurgienne cardio-thoracique, domaine globalement très masculin, récemment nommée chef du département des innovations et de la recherche à l'hôpital St Matthew de Los Angeles. Bornée, intrépide et tête brûlée, elle élève avec l'aide de son ex-mari ses deux enfants et jongle entre sa vie personnelle et sa vie professionnelle bien remplie entourée de son collègue et nouveau petit-ami, Pierce, son ex-mentor actuellement chef de chirurgie, Dr Shane, et sa rivale depuis l'internat, Millicent.

## Distribution

### Acteurs principaux
- Melissa George : Dr Alexandra Panttiere
- Dave Annable : Dr Pierce Harrison
- Don Hany (en) : Dr Jessie Shane
- Shelley Conn : Millicent Patel
- Maya Erskine : infirmière Gi-Sung (9 épisodes)
- Jamie Kennedy : Dr Callahan (8 épisodes)
- JLouis Mills (en) : Dr Forrester (8 épisodes)
- Joshua Leonard : Max Elliot, ex-mari d'Alex Panttiere (7 épisodes)
- D.L. Hughley : Dr Hackett (7 épisodes)

### Acteurs récurrents
- Rudy Martinez : Marty
- Caitlyn Larimore : Intern Lynn (7 épisodes)
- Bryan Espino : Intern (7 épisodes)
- Issac Wolf : Intern (7 épisodes)
- Steele Stebbins : Carson (6 épisodes)
- Greyson Foster : Gabriel Elliot (6 épisodes)

### Invités
- Hayley Sales : Deana Monroe (épisode 1)
- Eli Goree : Thomas (épisode 1)
- Christine Willes : Mrs Rothberg (épisode 1)
- Bob Frazer (en) : Co-Pilot (épisode 1)
- Taras Kostyuk (en) : Andrei, l'homme russe (épisode 1)
- Noah Lomax (épisode 1)
- Virginia Kull (it) (épisode 1)
- Justina Machado : Beth / Emily (épisode 2)
- Celeste Thorson (en) : Airline Stewardess (épisode 2)
- David Burke (épisodes 3 et 6)
- Kathleen Chalfant (épisode 3)
- Nick Thurston (en) : Sam (épisode 3)
- Christopher Gorham : Wyatt Penn (épisodes 4 et 5)
- Wilson Cruz (épisodes 4 et 5)
- Nate Mooney (en) (épisode 4)
- Judith McConnell (épisode 4)
- Sara Paxton (épisodes 5 et 10)
- Kelly Perine (en) (épisode 5)
- Norma Maldonado (en) : Edina McIntyre (épisode 6)
- Makenzie Vega (épisode 6)
- Candis Cayne : Ava (épisode 7)
- Brianne Davis (en) : Ruby (épisode 7)
- Jason Rogel (en) : Dancer (épisode 7)
- Michael Nouri : Gérard Panttiere (épisode 8)
- JoBeth Williams (épisode 8)
- Brenda Bakke (épisode 8)
- James Hiroyuki Liao : Rafe Tollefson (épisode 9)
- Rusty Schwimmer (en) : Dr Risa Bennett (épisode 9)
- Carlos Lacámara (en) (épisode 9)
- Paul Dooley : Jasper Shaw (épisode 10)
- Kevin Weisman : Dr Brenneman (épisode 10)
- Mo Gaffney (en) : Lawyer (épisode 10)
- Marianne Muellerleile : Nurse (épisode 10)

## Production

### Développement
Le 23 janvier 2015, NBC a officiellement commandé un pilote, de la série sous le titre Heart Matters.
Le 1er mai 2015, le réseau NBC annonce officiellement après le visionnage du pilote, la commande du projet de série, sous le titre Heartbreaker,.
Le 10 mai, lors des Upfronts, NBC annonce la diffusion de la série à l'automne 2015,. Par contre, au début juin 2015, NBC repousse la série pour la mi-saison 2015-2016 étant donné le chamboulement de l'horaire de production révisée par la grossesse de Melissa George.
Début décembre 2015, la série adopte son titre actuel.
Le 22 janvier 2016, NBC annonce le lancement de la série au 22 mars 2016.
Le 13 mai 2016, la série est annulée, mais tous les épisodes produits seront diffusés.

### Casting
Dès février 2015, les rôles principaux ont été attribués dans cet ordre : Melissa George, Dave Annable, Shelley Conn, Don Hany (en), Maya Erskine, Jamie Kennedy, Joshua Leonard, D.L. Hughley et JLouis Mills (en).
Après avoir commandé la série à la mi-mai, le rôle de Jessie est recasté, mais en janvier 2016, Don Hany est toujours crédité comme son interprète sur le site officiel de NBC.
À la mi-septembre, Christopher Gorham décroche un rôle récurrent.

### Tournage
Le pilote a été tourné à Vancouver, le reste de la série à Los Angeles.

## Épisodes
| №  | Titre                          | Réalisation              | Scénario                                                                                        | Première diffusion | Audience (millions) |
| -- | ------------------------------ | ------------------------ | ----------------------------------------------------------------------------------------------- | ------------------ | ------------------- |
| 1  | Pilot                          | Robert Duncan McNeill    | Jill Gordon                                                                                     | 22 mars 2016       | 6,3                 |
| 2  | Twins                          | Allison Liddi-Brown (en) | Jill Gordon                                                                                     | 23 mars 2016       | 5,16                |
| 3  | Backwards                      | Reginald Hudlin          | Jill Gordon                                                                                     | 30 mars 2016       | 4,75                |
| 4  | 100,000 Heartbeats             | Helen Shaver             | Mark B. Perry (en)                                                                              | 6 avril 2016       | 3,9                 |
| 5  | The Land of Normal             | Allison Liddi-Brown      | Jennifer Cecil                                                                                  | 20 avril 2016      | 3,96                |
| 6  | The Inverse                    | Liz Friedlander          | Lynn Sternberger                                                                                | 27 avril 2016      | 4,49                |
| 7  | Permanent Glitter              | Allison Liddi-Brown      | Mike Lyons                                                                                      | 4 mai 2016         | 4,15                |
| 8  | Match Game                     | Ed Ornelas               | Cindy Appel                                                                                     | 11 mai 2016        | 4,32                |
| 9  | Sanctuary                      | Sarah Pia Anderson (en)  | Cindy Appel et Mike Lyons                                                                       | 18 mai 2016        | 3,86                |
| 10 | What Happens in Vegas… Happens | Allison Liddi-Brown      | Histoire : Yolonda Lawrence et Lynn Sternberger Mise en scène : Jill Gordon et Yolonda Lawrence | 25 mai 2016        | 4,26                |